# Комендантское управление (Динабургская крепость)
Комендантское управление — находится в центре крепости. Город Даугавпилс Латвия.

## Описание
Здание размещается в квартале улиц крепости — Комендантской, 1-й офицерской, Михайловской, 2-й офицерской. Главным фасадом выходит на Комендантский сад. Другим фасадом выходит на бывший парадный плац крепости. Адрес: ул.Коменданта,7

## История
Здание сооружено в 1820—1830 годы. Здесь размещались коменданты крепости. Три этажа, верхний третий — Путевой дворец для Императоров, Великих князей. В здании находится фигурная чугунная лестница 19 века. В период военного училища (1948—1993) здесь размещались начальники училища. В советский период в 1975 году на стену здания установили памятную доску декабристу Вильгельму Кюхельбекеру (находился в заключении с 1827 по 1831 год). С 2011 года производится ремонт и реставрация здания, 21 октября 2012 года была заложена памятная капсула в фундамент здания в начале работ, 8 июня 2012 года отметили праздник стропил, работы завершатся в феврале 2013 года.
В здании будет размещаться Латгальское региональное управление госполиции ЛР. В планах осуществлять показ лестницы туристам. По достижении договоренности туристы в рабочие дни (понедельник-пятница 9.00 - 17.00) могут осмотреть начало этой лестницы, с восстановленными элементами перил 19 века, всего их 96 штук. 
В апреле 2013 года завершены строительные работы внутри здания, осталась и ведётся внешняя покраска стен, открытие намечено на 20 июня 2013 года.
Церемония открытия прошла 20 июня 2013 года в присутствии министра внутренних дел ЛР Р. Козловский, мэра города Ж.Кулакова и других официальных лиц. Затем состоялся показ собравшимся здания, кабинетов и чугунной лестницы. О работе на новом месте.

## Галерея

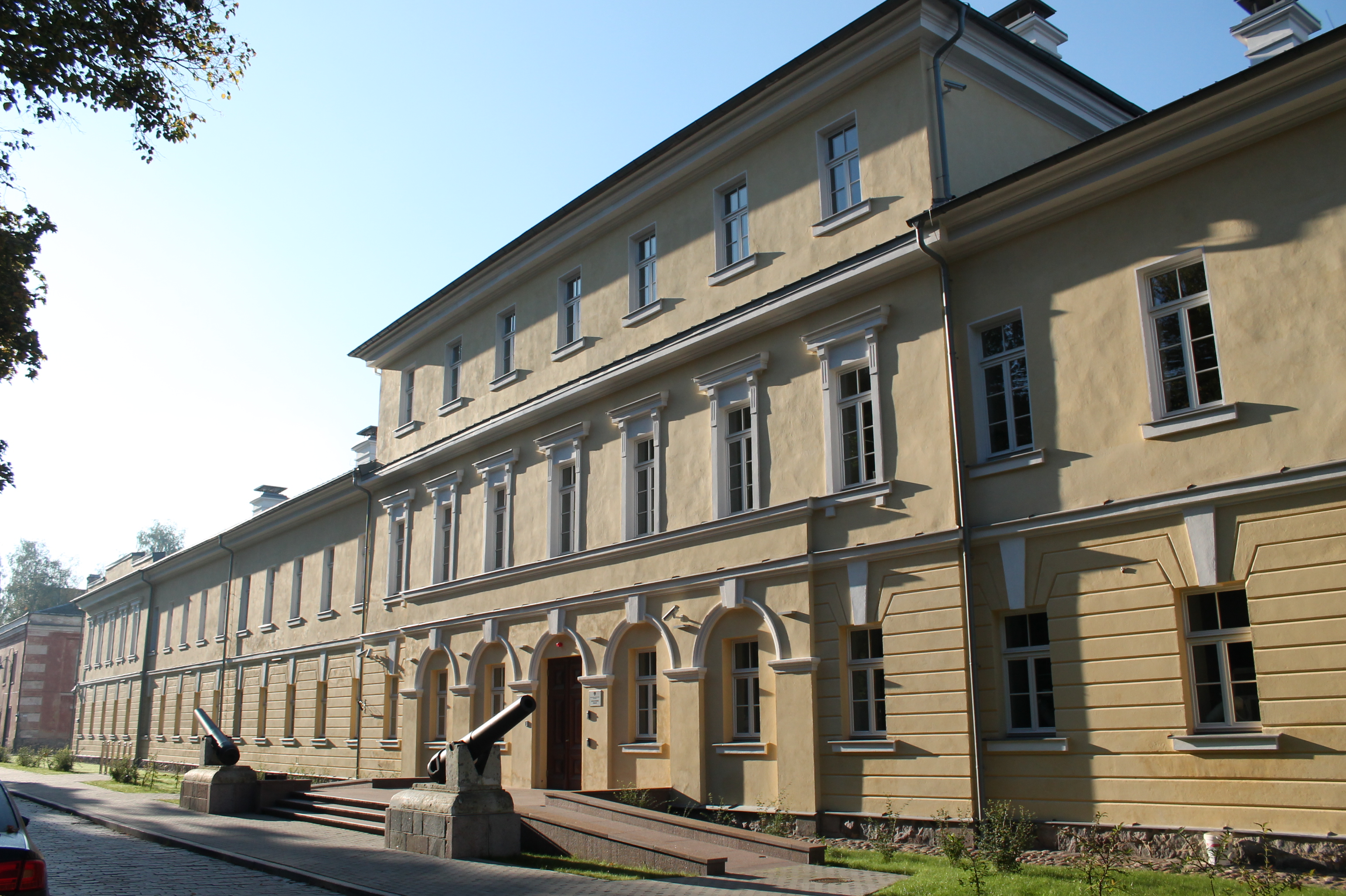
Средний ризалит здания Комендантского управления
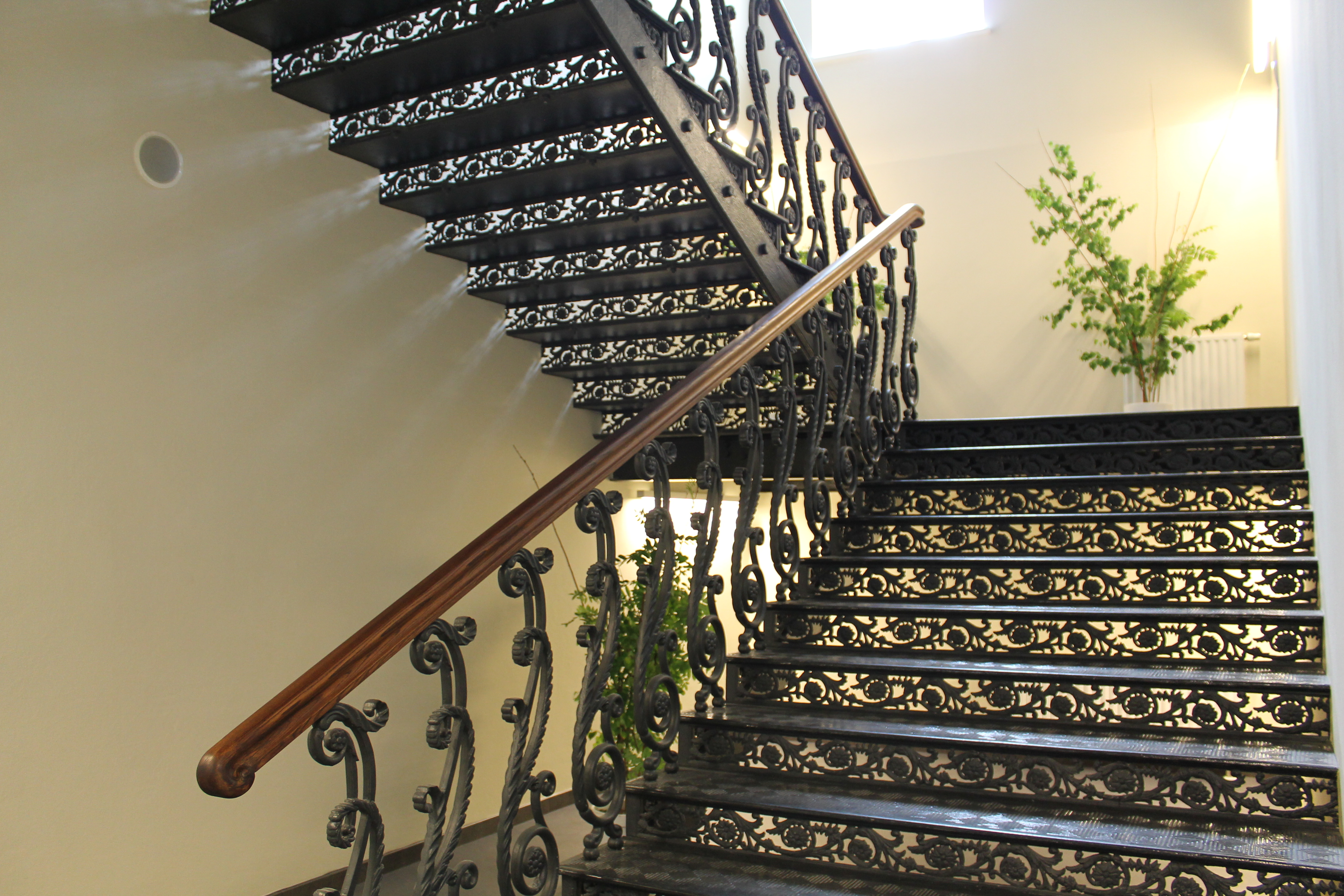
Чугунная лестница главного входа
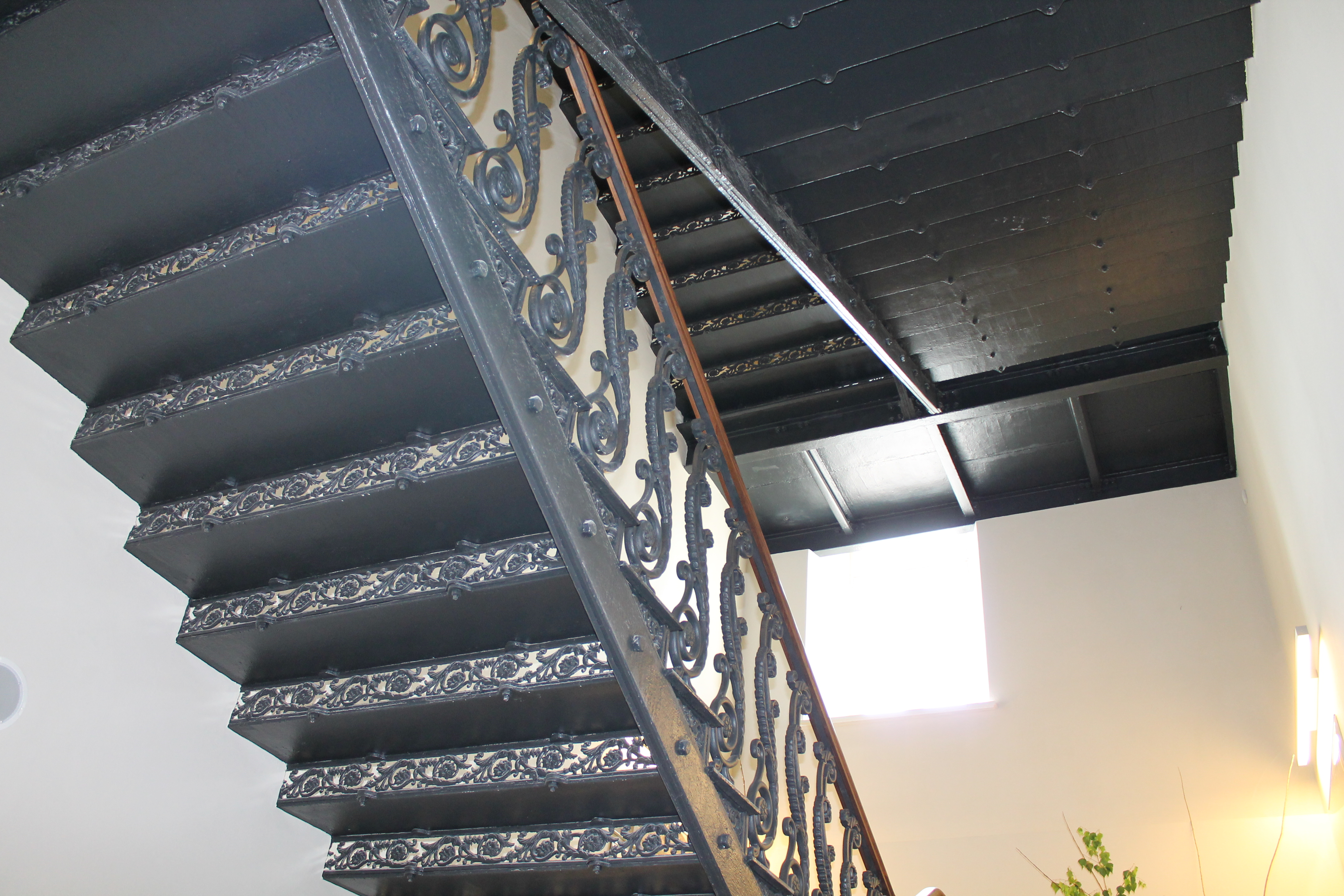
Чугунная лестница главного входа
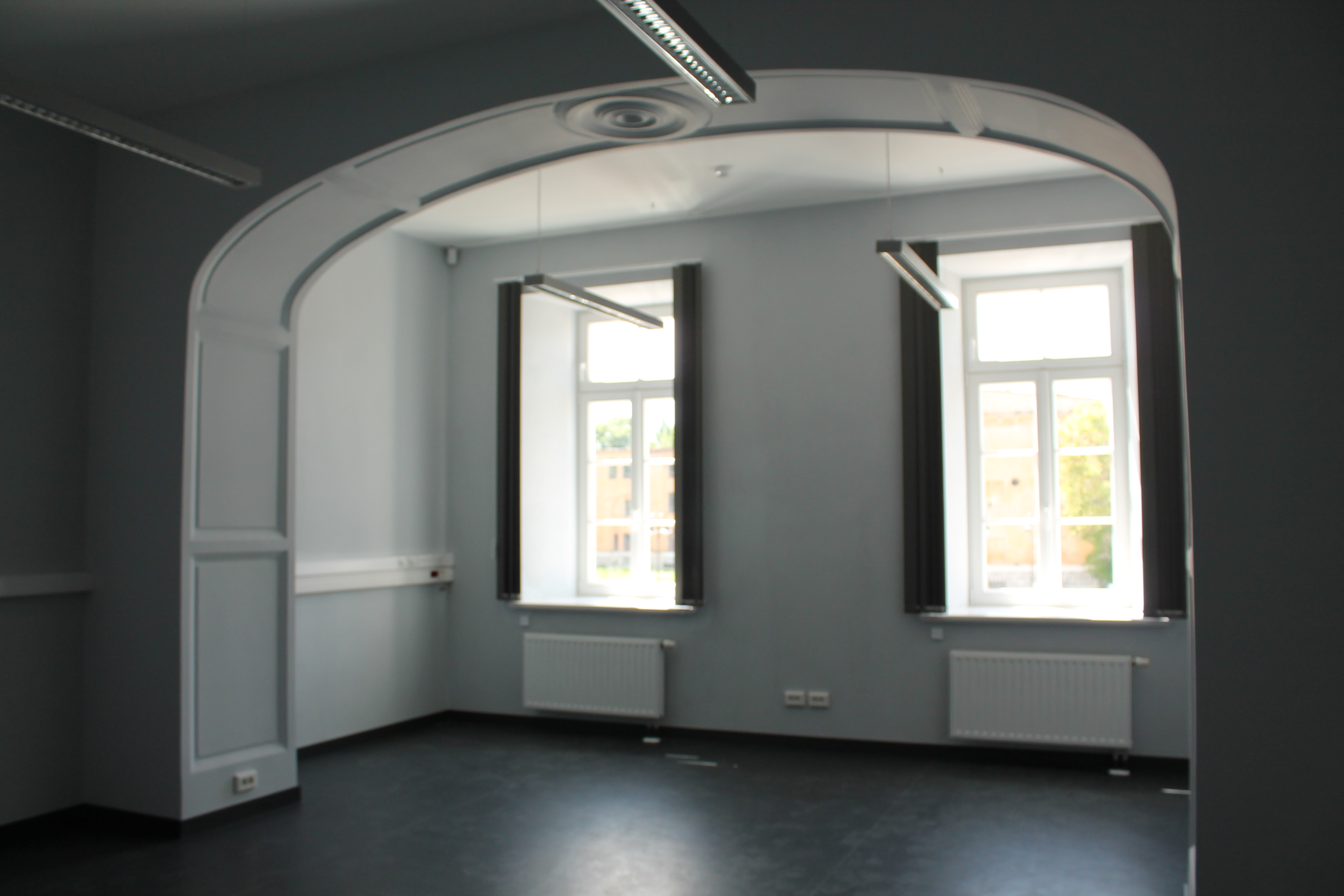
2-й этаж Комендантского управления с сохранившимися историческими архитектурными элементами
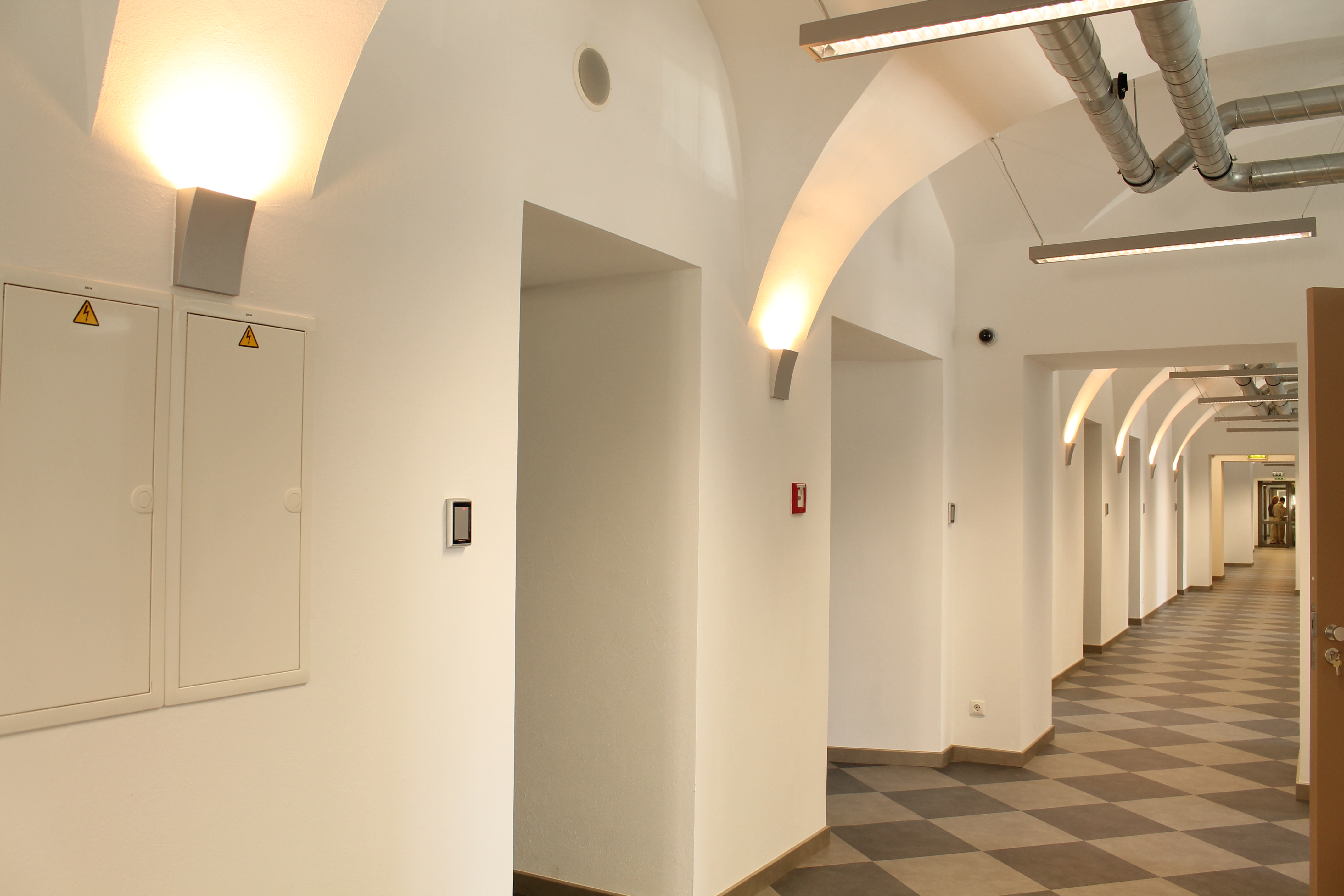
1-й этаж Комендантского управления с новыми помещениями для нужд полиции